# Wmii
wmii es un gestor de ventanas dinámico para X11. Soporta administración dinámica de ventanas controladas con teclado, ratón y un sistema de archivos. Sustituye el paradigma del entorno de trabajo con la agrupación por etiquetas.
Con su filosofía minimalista pretende no exceder de las 10 000 líneas de código, incluyendo utilidades y librerías, que van de acuerdo con la simplicidad y claridad que lo caracteriza.

Window Manager Improved 2 es un gestor de ventanas